# Investigación secundaria
La investigación secundaria implica el resumen, la recopilación y/o la síntesis de la investigación existente. La investigación secundaria se contrasta con la investigación primaria en que la investigación primaria implica la generación de datos, mientras que la investigación secundaria utiliza fuentes de investigación primaria como fuente de datos para el análisis. Un marcador notable de la investigación primaria es la inclusión de una sección de "metodología", donde se describe cómo se generaron los datos.
Los ejemplos comunes de investigación secundaria incluyen libros de texto, enciclopedias, artículos de noticias, artículos de revisión y metaanálisis.
Al realizar una investigación secundaria, los autores pueden extraer datos de artículos académicos publicados, documentos gubernamentales, bases de datos estadísticas y registros históricos.

## Campos
El término se usa ampliamente en campos como la historia, la investigación legal y la investigación de mercado. La metodología principal en la investigación secundaria en salud es la revisión sistemática, comúnmente empleando técnicas estadísticas metaanalíticas. Otros métodos de síntesis, como comentarios realistas y meta-narrativas críticas, se han desarrollado en el siglo 21.
La investigación de mercado secundaria incluye la reutilización por parte de una segunda parte de los datos recopilados de una primera parte, como entrevistas telefónicas o encuestas. La investigación de mercado secundaria se puede dividir en dos categorías: información de fuentes internas e información de fuentes externas. La investigación de mercado secundaria utiliza información del pasado, reutiliza datos ya recopilados y es más económica.

## Investigación primaria vs secundaria
La investigación primaria es la investigación que se recopila de primera mano y es original para la persona que la emplea. Al realizar una investigación primaria, el objetivo es responder preguntas que no han sido respondidas en la literatura publicada. Además, la investigación debe ser verificada por otros para ayudar a eliminar los propios sesgos. La investigación primaria puede ser una encuesta, una observación o una entrevista. Este tipo de investigación tiende a consumir más tiempo y puede ser costoso.
La investigación secundaria se basa en datos ya publicados e información recopilada de otros estudios realizados. Es una práctica común de los investigadores hacer investigaciones secundarias antes de la investigación primaria para determinar qué información aún no está disponible. La credibilidad de la investigación secundaria puede variar dependiendo de dónde provienen los datos y quién comparte la investigación.